# Telebit

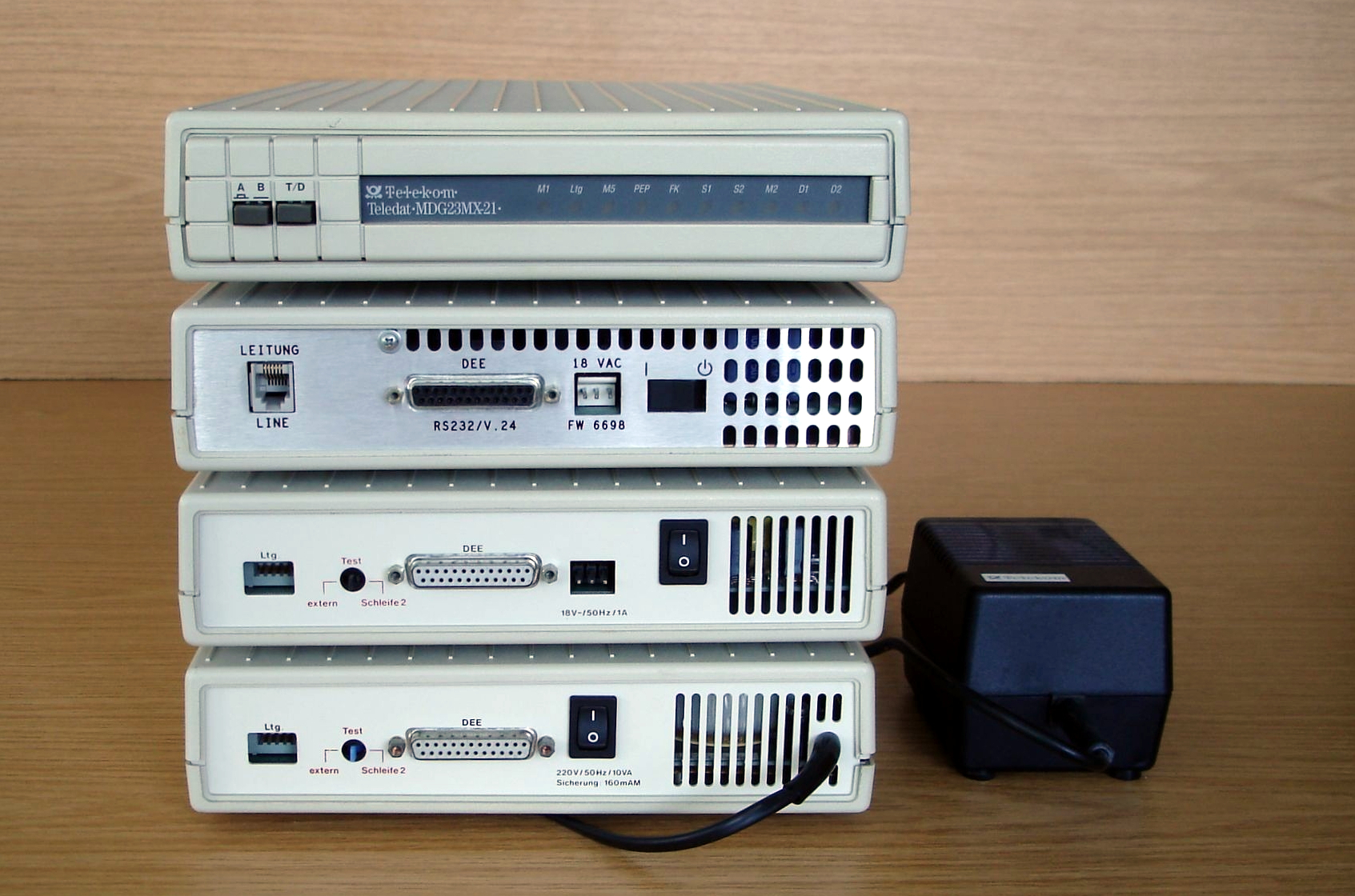
Deutsche Versionen: T2000, T2500 und WorldBlazer

Telebit war ein US-amerikanischer Modem-Hersteller, der besonders durch seine TrailBlazer genannten Hochgeschwindigkeitsmodems bekannt wurde. Der TrailBlazer, eines der ersten Modems mit einer Übertragungsgeschwindigkeit von mehr als 9600 bit/s, nutzte ein firmeneigenes Modulationsschema, das extrem widerstandsfähig gegenüber Leitungsstörungen war. Das hatte zur Folge, dass diese Produkte einen fast legendären Ruf für ihre Zuverlässigkeit auf Telefonleitungen mit ungenügenden Übertragungseigenschaften erhielten. Diese Modems wurden besonders häufig in Unix-Installationen in den 1980er und 1990er Jahren genutzt.
Telebit wurde ursprünglich von Paul Baran gegründet. Baran hatte zuvor in Cupertino im Silicon Valley eine Firma mit dem Namen Packet Technologies gegründet, die an Systemen für ein interaktives Fernsehen arbeitete. Während dieser Arbeit hatte er die Idee für eine neue Art eines Hochgeschwindigkeitsmodems und gründete Telebit. Packet Technologies war ein wichtiger Testkunde für Telebit Ende 1985. Packet Technologies scheiterte später; einige Angestellte wurden von Telebit übernommen, während die meisten der anderen StrataCom gründeten, Hersteller der ersten Asynchronous Transfer Mode (ATM)-Switches.

## PEP und das TrailBlazer-Modem

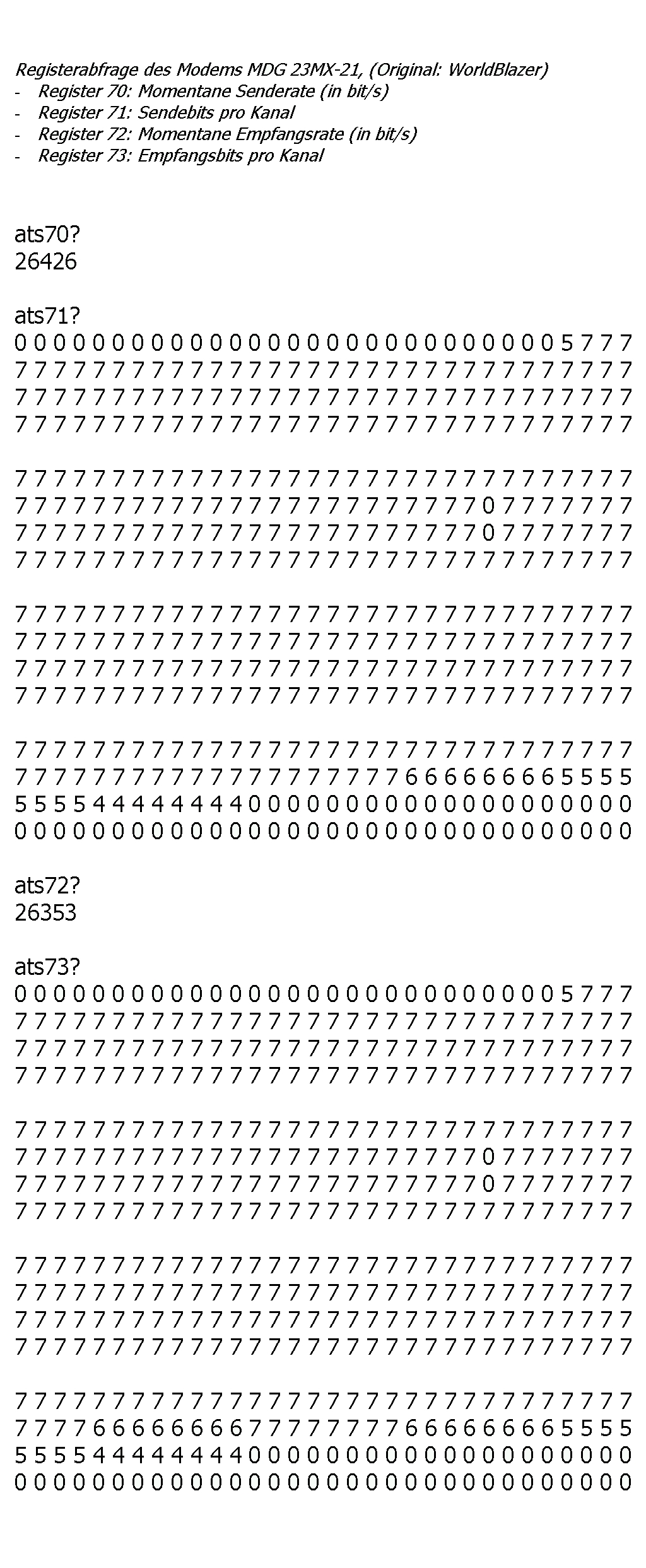
Bearbeiteter Terminalmitschnitt:
MDG 23MX-21

Im Unterschied zu den bereits existierenden und von der ITU-T genormten Modems mit einer maximalen Übertragungsgeschwindigkeit von 2400 bit/s (V.22bis) benutzte das für den TrailBlazer entwickelte PEP (Packet Ensemble Protocol)-Verfahren eine große Anzahl (bis zu 512) Trägerfrequenzen in dichtem Abstand, jede einzelne mit 0, 2, 4, oder 6 Bits pro Baud moduliert. Unter günstigen Bedingungen konnte diese Entwicklung Übertragungsgeschwindigkeiten von 18.031 bit/s erreichen; davon müssen allerdings bis zu 20 % für modeminterne Kommunikation abgezogen werden. Falls ein Frequenzbereich verzerrt war, verminderte Qualität hatte oder gestört wurde, konnte er ausgeschaltet werden; der Datendurchsatz wurde mit abnehmender Leitungsqualität vermindert, war aber immer möglich. Das PEP-Verfahren wurde auch in Europa patentiert.
Die hohe Übertragungsrate des TrailBlazers war nur in einer Richtung verfügbar. In dieser Zeit waren Modems recht einfache Entwicklungen; die Übertragung konnte entweder vollduplex oder halbduplex mit der gleichen Geschwindigkeit stattfinden. Der TrailBlazer war das erste „anpassungsfähige Duplex-Modem“. Das Modem arbeitete in Richtung der Fernmeldeleitung halbduplex, in Richtung der Schnittstelle duplex. Die Halbduplex-Umschaltung geschah aufgrund der im Sendebuffer vorhandenen Daten und wurde nicht bei jedem zu übertragenen Zeichen durchgeführt. Die Richtungsumkehr eines echten Halbduplex-Modems beinhaltet eine Wartezeit von bis zu 100 ms zur Verringerung von Leitungsechos. Der TrailBlazer wollte dies verhindern. Dazu speicherte das Modem die von der Schnittstelle kommenden Daten und übertrug diese erst bei einem gewissen Füllstand des Sendespeichers.
- - Das Partnermodem wird angewählt, eine Datenübertragung wird nicht gestartet. Hörbar ist die Anwahl, die Phase der Messung der Leitungsqualität und danach das ständige Umschalten der Übertragungsrichtung, da keine Daten zur Übertragung anstehen. Anhörenⓘ/?
  - Im Duplex-Betrieb wird von beiden Richtungen ein kontinuierlicher Datenstrom gesendet, der TrailBlazer speichert die Daten und sendet sie als Datenblock aus. Ein Echtzeitbetrieb ist nicht möglich, die Verzögerung zwischen Senden und Empfangen beträgt mehr als eine Sekunde. Der Datendurchsatz in dieser Messung beträgt ca. 800 Zeichen/Sekunde für beide Richtungen. Der hörbar leisere Anteil sind Daten aus der Empfangsrichtung. Anhörenⓘ/?
  - Im Simplex-Betrieb wird nur von einer Richtung ein kontinuierlicher Datenstrom gesendet, der TrailBlazer speichert die Daten und sendet sie als Datenblock aus. Ein Echtzeitbetrieb ist auch hier nicht möglich, die Verzögerung zwischen Senden und Empfangen beträgt mehr als eine Sekunde. Der Datendurchsatz in dieser Messung beträgt über 1500 Zeichen/Sekunde. Anhörenⓘ/?

Der Trailblazer war dadurch imstande, große Dateien schnell zu versenden. Dieses Verhalten machte aber die interaktive Benutzung eines einfachen Terminals zu einem Rechenzentrum über eine Modemverbindung schwierig. In einer solchen Verbindung wird oft das gesendete Zeichen erst nach dem Empfang eines Zeichen-Echos auf dem Bildschirm angezeigt. Diese Verzögerung konnte bis zu 1,5 Sekunden dauern, bedingt durch den Versuch des Trailblazers, eine Richtungsumkehr auf der Übertragungsleitung zu verhindern. Das verursachte zusätzlich Probleme bei einigen Datenübertragungsprotokollen, zum Beispiel UUCP oder Kermit. In diesen Protokollen wird die Datenübertragung nach dem Senden eines Datenblockes erst fortgesetzt, wenn eine extrem kurze Bestätigung empfangen wurde, es muss also ständig die Übertragungsrichtung gewechselt werden. Diese Art der Dateiübertragung war teilweise langsamer als bei herkömmlichen Modems.
Der TrailBlazer umging dieses Problem durch eine spezielle Technik, die als protocol-spoofing bekannt ist. Wenn der lokale Rechner einen Datenblock zur Übertragung zum Modem sendete, antwortete dieses sofort mit einer Bestätigung. Diese Täuschung war möglich, da der TrailBlazer intern ein firmeneigenes Sicherungsprotokoll ähnlich dem MNP-Verfahren nutzte und das Modem damit sicher war, das irgendwann eine positive Empfangsquittung vom entfernten Ende kommen musste.
Dieses Verhalten wird auch innerhalb der X.25-Vermittlungstechnik angewendet, da auch dort zwischen den Vermittlungssystemen eine durch HDLC gesicherte Verbindung besteht (D-Bit im X.25-Header, das durch die Vermittlungsknoten manipuliert wird).
Neben dem UUCP-g-Protokoll wurden Kermit und das in der asynchronen PC-Technik häufig genutzte X-Modem/Y-Modem-Protokoll mittels protocol-spoofing unterstützt; der Datendurchsatz konnte dadurch bis auf das Zehnfache gesteigert werden. Für die synchrone Datenübertragung gab es eine Unterstützung für die SDLC.
- - Dateiübertragung, X-Modem-Protokoll, kein protocol-spoofing aktiviert. Datendurchsatz ca. 145 Zeichen/Sekunde. Hörbar ist die ständige Umschaltung der Übertragungsrichtung; die Quittung eines Datenblockes von 128 Byte Länge besteht aus nur einem Byte. Anhörenⓘ/?
  - Dateiübertragung, X-Modem-Protokoll, protocol-spoofing aktiviert. Datendurchsatz ca. 1400 Zeichen/Sekunde. Die Quittungen der empfangenen Seite werden nicht übertragen, das Modem arbeitet fast im Simplex-Betrieb. Anhörenⓘ/?

Diese Technik war nicht einfach zu verwirklichen, der TrailBlazer Plus zum Beispiel nutzte einen der ersten 32-Bit-Mikroprozessoren, den Motorola 68000; diese Modems waren daher allgemein sehr teuer. Trotzdem waren die TrailBlazer-Modems sehr verbreitet bei Unix-Anwendern, da sie durch ihre Modulationsart und Protokoll-Spoofing selbst bei sehr schlechten Fernmeldeverbindungen, auf denen andere Modems nicht mehr arbeiten konnten, einen herausragenden Datendurchsatz erreichten. Der Geschwindigkeitsvorteil gegenüber einem standardisierten 2400 bit/s-Modem konnte das Zehnfache betragen. Die Kosten einer Fernverbindung zum Austausch von UUCP-Mails machten den Einsatz eines TrailBlazers damit schnell bezahlt.
Der TrailBlazer wurde durch Kommandos auf der seriellen Schnittstelle programmiert. Während die meisten einfachen Befehle auf dem AT-Befehlssatz der Firma Hayes basierten, wie zum Beispiel eine Telefonnummer zu wählen oder die Verbindung zu beenden, wurden die besonderen Fähigkeiten des Modems durch firmenspezifische Kommandos ausgelöst. Die meisten dieser Kommandos schrieben einfach Werte in Modemregister, was zu extrem langen und ohne Handbuch nahezu unverständlichen Kommandozeilen führte.
1988 brachte Telebit den T1000 heraus. Dies war ein Modem mit einer auf 9600 bit/s reduzierten Übertragungsgeschwindigkeit im PEP-Modus. Das Modem war aber kompatibel mit den bereits existierenden TrailBlazern. Der T2000 war ein erweiterter TrailBlazer mit der Fähigkeit einer synchronen Datenübertragung; diese wurde hauptsächlich zwischen Zentralrechnern verwendet.

## Der NetBlazer
Ein anderes bekanntes Produkt von Telebit war der NetBlazer, der weltweit erste Router, der bei Bedarf eine Wählverbindung in das Internet aufbaute.
Der NetBlazer bestand aus einem kleinen PC mit der entsprechenden Software in einem großen, modemähnlichen Gehäuse; zusammen mit einer unterschiedlich Anzahl von Modems oder anderen Verbindungsmöglichkeiten (zum Beispiel ISDN) in das Internet. Die Anschaltung der Benutzer und die Konfiguration des NetBlazers erfolgte über ein lokales Datennetz mittels Ethernet.
Die erste Version des NetBlazers unterstützte TCP/IP über das SLIP-Protokoll, später kamen PPP, IPX und AppleTalk hinzu. Spätere Hardwareversionen tauschten den Prozessor Intel 80386 mit einer kostengünstigeren Mikrocontroller-Version des Motorola 68030 aus, dem MC68EN360.

## International standardisierte Geschwindigkeiten und der TrailBlazer

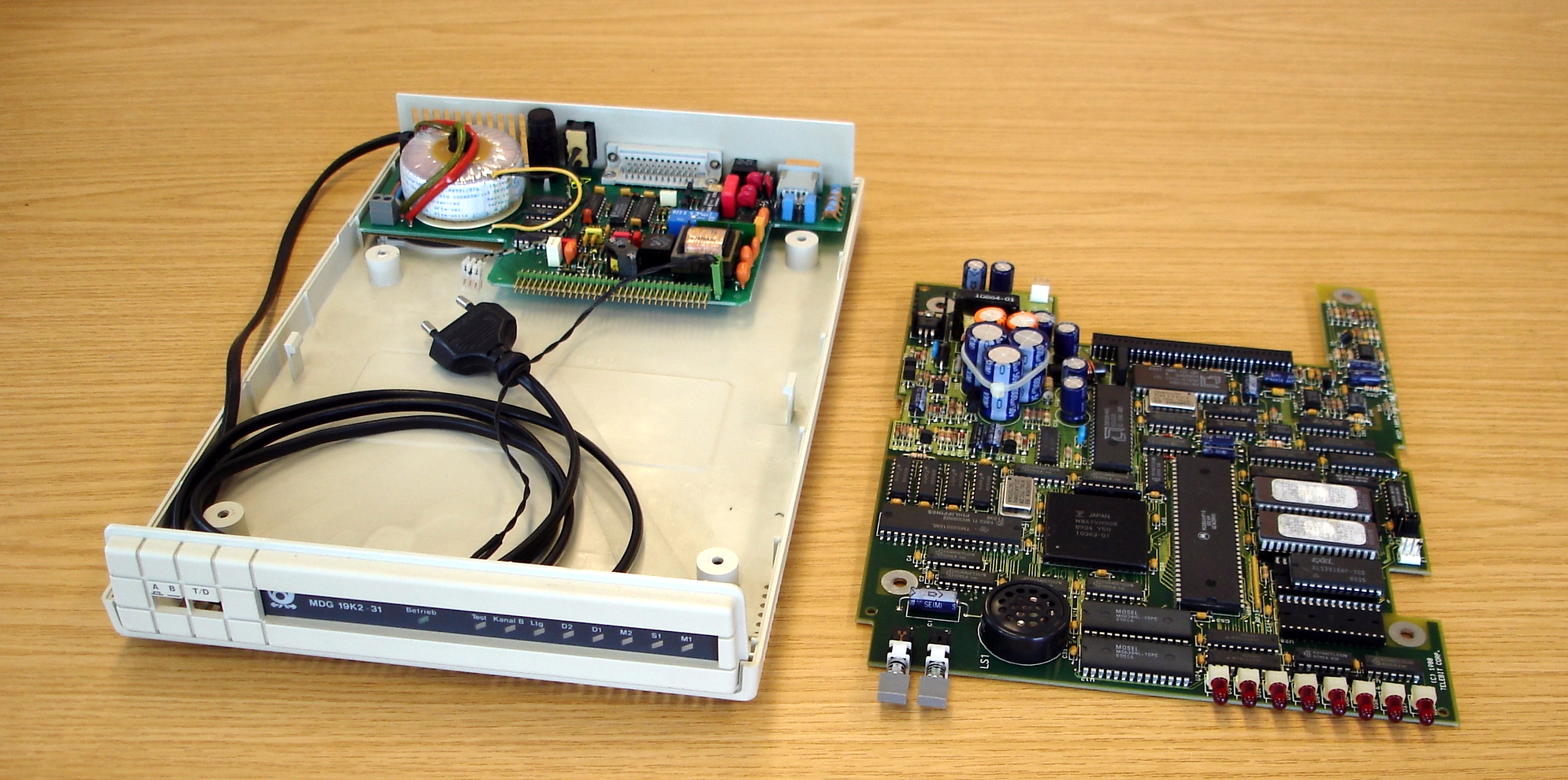
Deutsche Version des T2000

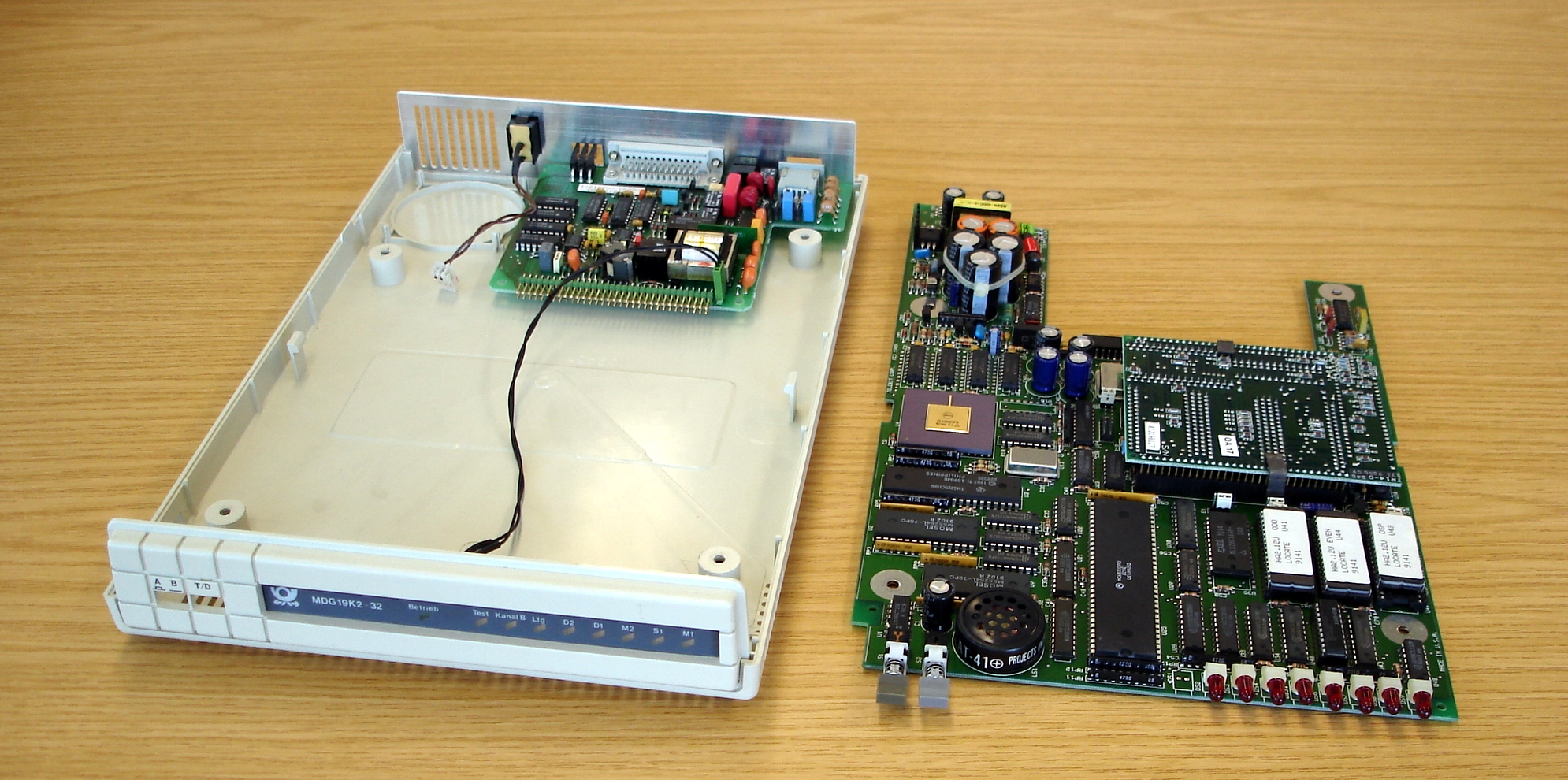
Deutsche Version des T2500, mit aufgestecktem Rockwell-Modul (V.32)

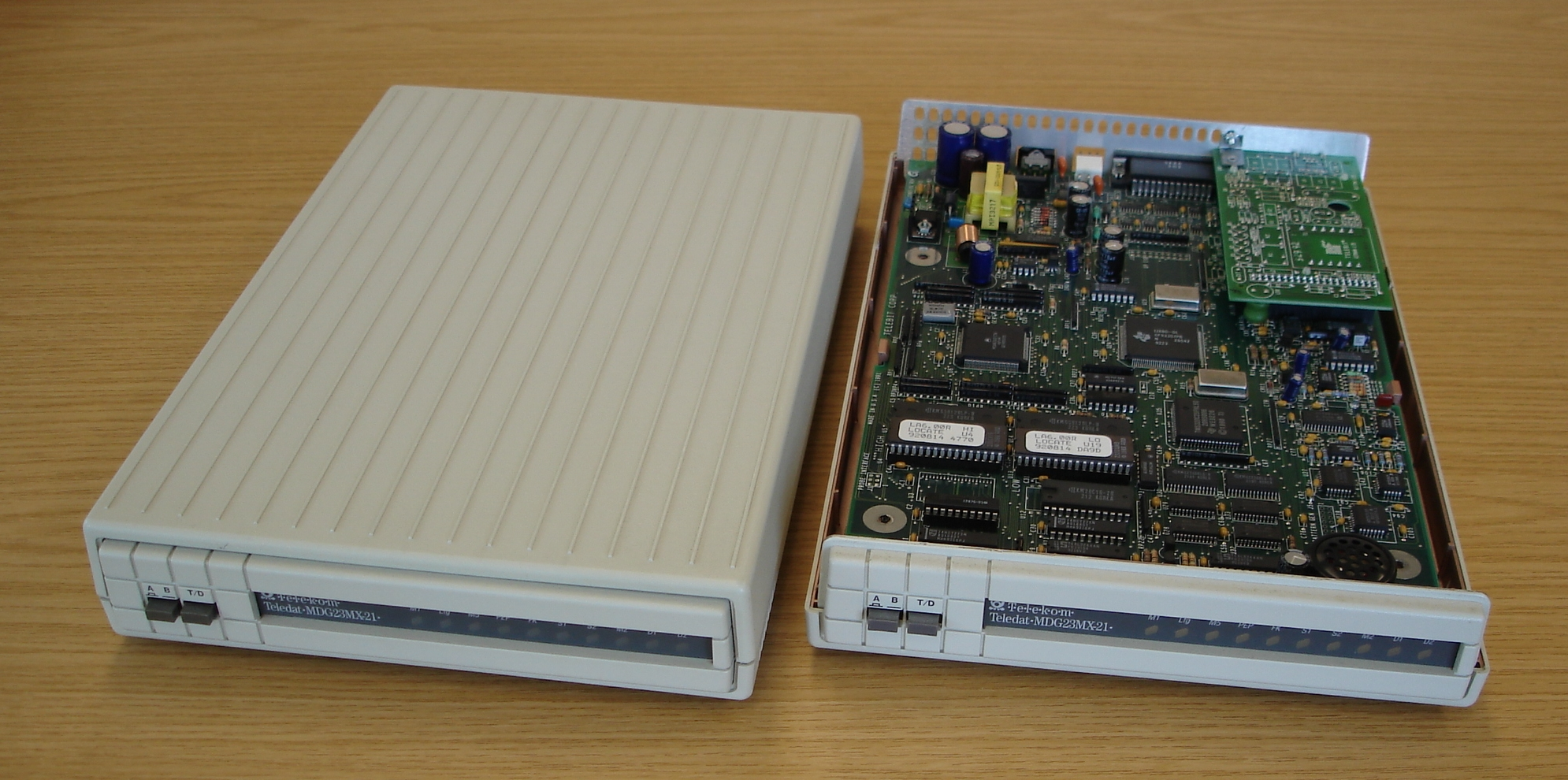
Deutsche Version des WorldBlazers

Die ersten TrailBlazer-Modems, T1000 und T2000, waren kompatibel mit dem international gebräuchlichen V.22bis-Standard mit 2400 bit/s. Damit konnten auch Verbindungen zu Modems anderer Hersteller aufgebaut werden.
Der erste internationale Standard für Wählmodems im Fernsprechnetz mit einer Geschwindigkeit von 9600 bit/s wurde 1984 als V.32 von der ITU-T veröffentlicht. Zunächst waren V.32-Modems sehr teuer, aber Rockwell International brachte fertige Modemmodule und Chipsätze heraus, die die Preise senkten. Auch Telebit erweiterte sein T2000 mit dem Rockwell-Modemmodul und nannte es T2500.
Damit konnte dieses Modem neben PEP auch 2400 und 9600 bit/s als Übertragungsgeschwindigkeit. Eine Version ohne PEP-Unterstützung war das T1500. Das später auf den Markt gekommene T1600 hatte die gleichen Funktionen wie das T1500, nutzte allerdings nicht mehr das Rockwell-Modul, sondern eine eigene Entwicklung der Firma Telebit mit besseren Leistungsdaten; dies machte sich auch in reduzierten Produktionskosten bemerkbar. Sowohl das T1500 als auch das T1600 kosteten trotzdem mehr als 1000 Dollar; die Spitzenmodelle anderer Modem-Hersteller (zum Beispiel Hayes und U.S. Robotics) lagen preislich um 700 Dollar.
Der 1991 beschriebene ITU-T-Standard V.32bis verbesserte die Übertragungsgeschwindigkeit auf bis zu 14.400 bit/s; viele Modemhersteller antworteten darauf schnell mit verbesserten oder neuen Modems. Die Firma Rockwell entwickelte einen preiswerten V.32bis-Chipsatz; damit konnten komplette Modems zu Preisen von unter 300 Dollar verkauft werden. Die führenden Modemhersteller, Hayes, USR und Telebit, hatten einige Schwierigkeiten damit, an einen Markt anzuschließen, der nun von Billigmodems mit gleicher oder besserer Qualität als bei ihren eigenen Produkten beherrscht wurde. Die Firma Telebit begann zu Modems mit relativ mittelmäßiger V.32bis-Umsetzung zu tendieren, während sie immer noch versuchte, ihre Produkte zu einem traditionell hohen Preis zu verkaufen.
Telebit entwickelte das T3000-Modem, dieses unterstützte nur V.32bis; eine Aktualisierung auf PEP war geplant. Der WorldBlazer kam 1992 auf den Markt; er kostete 1099 Dollar. Das Modem war eigentlich ein T3000 mit einem weiterentwickelten, 23.000 bit/s schnellen TurboPEP-Modus. Der T3000 konnte zum WorldBlazer umgerüstet werden. Dieses Hardware-Update bestand aus zwei ROMs mit der Software und einem PAL-Chip.
Das PEP-Verfahren arbeitet leitungsseitig halbduplex. Es gab verschiedene Untersuchungen über ein mögliches Vollduplex-PEP; dazu hätte eine Echo-Unterdrückung wie in der Empfehlung V.32 entwickelt werden müssen. Diese Technik wurde der ITU-T als eine mögliche Empfehlung für einen schnellen V.-Modem-Standard vorgeschlagen. Standardisiert wurde allerdings die Empfehlung V.34, eine Weiterentwicklung der konventionellen V.32-Technologie. Durch den damit schrumpfenden Markt der PEP-Modems wurde von Telebit eine vollduplex fähige Variante nie realisiert.

## Die Octocom-Fusion und das FastBlazer V.34-Modem

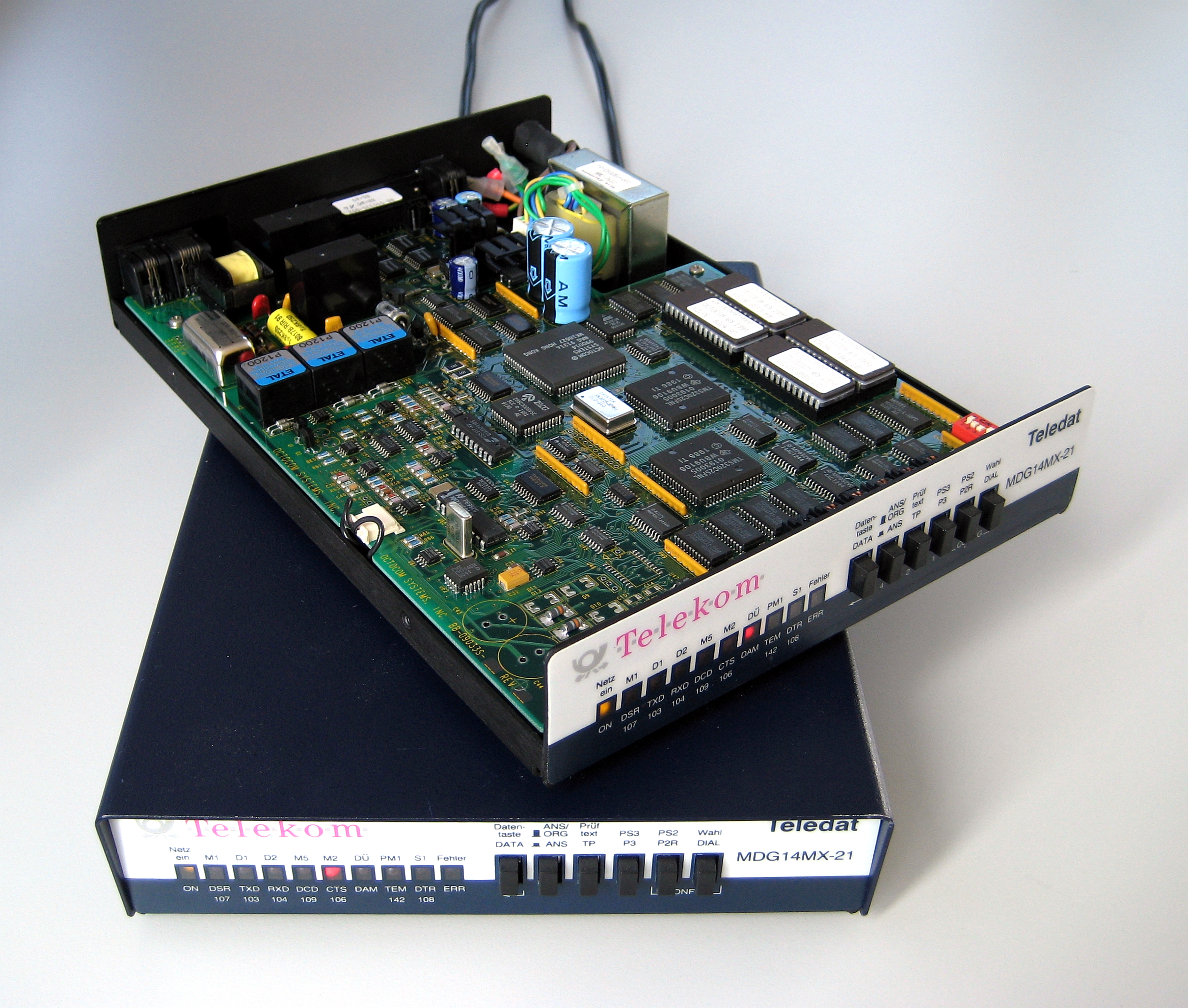
V.32bis Modem der Firma Octocom (1991), deutsche Version

Die ITU-T entschloss sich dazu, die Empfehlung V.32bis zu verbessern, und so war 1993 klar, dass der Ratifizierungsprozess für den neuen 28.000 bit/s schnellen V.34-Modem-Standard 1994 abgeschlossen werden sollte. Einige Modemhersteller begannen schon früher, die Produktion von neuen V.34-Modems zu starten. Manche brachten sogar Modelle mit firmeneigenen Zwischenstandards, zum Beispiel V.FC oder V.32terbo, in den Markt. Diese Bezeichnungen suggerierten dem Käufer eines Modems eine standardisierte Version der ITU-T, tatsächlich konnten nur Modems des gleichen Herstellers eine Verbindung mit der hohen Geschwindigkeit miteinander aufnehmen.
Telebit begann ebenfalls ein eigenes V.34-Modem zu entwickeln, was aber Zeit benötigte. Die Geschäftsführung der Firma hielt es für wichtig, ein solches Produkt schneller auf den Markt zu bringen. Daraus folgte, dass sie sich nach anderen Modemfirmen zur Produktion und Entwicklung umsah, und im Januar 1993 wurde schließlich angekündigt, dass Telebit Octocom Systems, eine kleine private Modem-Firma aus Massachusetts, aufkauft. Octocom hatte ein V.34-Modem in der Entwicklung, das schnell zur Auslieferung bereit sein sollte. Alle eigenen Aktivitäten im Modembereich von Telebit wurden eingestellt. Die Entwicklung des NetBlazers wurde allerdings bis 1995 am Geschäftssitz von Telebit in Kalifornien fortgesetzt.
Das Telebit FastBlazer 8840 V.34-Modem wurde im Mai 1994 in einer Weise präsentiert, die man als ein Vorzeigebeispiel für eine falsche Produkteinführung nennen könnte. Als der FastBlazer das erste Mal vorgestellt wurde, unterstützte er noch nicht die geforderte V.34-Technik, mit der Begründung, dass der Standard noch nicht beschlossen worden sei. Obwohl das für einen Monat stimmte (V.34 wurde im Juni ratifiziert), wurde der FastBlazer nicht mit einer Zwischenversion der V.34 ausgeliefert. Andere Modemhersteller hatten ungenormte Vorgängerversionen im Angebot, zum Beispiel das weitverbreitete schnelle V.FC. Telebit nannte kein genaues Datum für eine komplette V.34-Unterstützung, die Aussagen waren „in zwei oder drei Monaten“.
Durch die ebenfalls fehlende Fax-Unterstützung beim FastBlazer verschlimmerte sich die Situation. Telebit gab bekannt, dass die Firma an einem nachträglich zu installierendem Upgrade arbeitete. Der FastBlazer unterstützte außerdem kein PEP, was allerdings von Telebit als kleinere Beeinträchtigung angesehen wurde; dies aber war einer der wenigen Gründe, weshalb früher diese Modems gekauft wurden. Für Datenverbindungen mit Telebitmodems auf nur einer Seite war ein PEP-Upgrade nutzlos; ohne diese Technologie war jedes andere V.34-Modem ein Konkurrent.
Der FastBlazer hatte einen ursprünglichen Einführungspreis von 1399 Dollar, während V.32bis-Faxmodems 200 Dollar oder weniger kosteten, und professionelle V.34-Modems für unter 500 Dollar zu kaufen waren.
Es dauerte sieben Monate bis Telebit im Januar 1995 letztendlich die komplette V.34-Empfehlung unterstützte. Gleichzeitig wurde ein einfaches, 399 Dollar teures Modem, der TeleBlazer, produziert. Zu dieser Zeit hatte Telebit schon viele Unterstützer verloren. Sogar langzeitige Befürworter äußerten sich in öffentlichen Usenet-Foren negativ; dem Medium, das einst einen großen Beitrag zur Verbreitung des TrailBlazers lieferte.

## Das Ende des Unternehmens
Die Firma Telebit geriet innerhalb kürzester Zeit in große finanzielle Schwierigkeiten, die nicht mehr begleichbar erschienen. Ende 1993 vollendete sie die Fusion mit Octocom, mit der Idee, an deren Firmensitz in Chelmsford (Massachusetts, USA) die dort existierenden Kapazitäten bei der Produktion des NetBlazer zu verwenden. Die Ingenieure am Stammsitz der Firma im Silicon Valley kündigten; so kam es letztendlich zur Schließung dieses Werkes an der Westküste der USA.
Als dies bekannt wurde, waren die Herstellungskosten bei Octocom bereits höher als an der Westküste. Die Firma war nicht mehr in der Lage, Kredite an seine Gläubiger zurückzuzahlen. Es wurden schnell neue Kredite bei verschiedenen Geldgebern notwendig, aber das resultierte in noch höheren Kosten. Das machte alles nur noch schlimmer, und im Dezember 1995 wurde bekanntgegeben, dass die Firma zum Verkauf stand.
Telebit wurde im Jahre 1996 für 200 Millionen Dollar von Cisco Systems aufgekauft; der Hauptgrund war Telebits Erfahrung mit Übertragungstechnik auf T1-Leitungen, dem in den USA üblichen Primärmultiplexanschluss. Cisco war an den analogen Modems nicht interessiert; das ehemalige Management von Telebit übernahm mit Unterstützung durch Cisco diesen Geschäftsteil und gründete Telebit Incorporated.
Im Sommer 1997 fusionierte Telebit Incorporated mit ITK Telekommunikation; die entstehende Firma wurde im Juli 1998 von Digi International gekauft. Digi International war an der mittlerweile hoffnungslos veralteten Modemtechnik nicht interessiert und stellte sofort die Produktion ein; der restliche Warenbestand wurde im März 1999 verkauft.

## Weiterentwicklung der PEP-Modulation
Das Modulationsverfahren Orthogonal Frequency Division Multiplex (OFDM), das heute unter anderem in der ADSL-Technik und bei Wireless LAN genutzt wird, hat seine Anfänge im Packet Ensemble Protocol der Firma Telebit. Auch diese Verfahren nutzen die gleichzeitige FDM-Modulation verschiedener Subträger.

## Der Trailblazer in Deutschland
Die Hauptplatine des TrailBlazers wurde von Telebit entwickelt. Die Leitungsanpassung an die nationalen Telefonnetze übernahmen jeweils Vertriebspartner, in Deutschland war dies anfangs die Firma kabelmetall electro GmbH (ke). Die Trailblazer wurden von ke unter deren Markennamen Logem verkauft. Die Deutsche Bundespost, später Deutsche Bundespost Telekom verkaufte oder vermietete die Geräte unter der Bezeichnung MDG (MoDemGerät) oder MDB (MoDemBaugruppe), den WorldBlazer gab es als Baugruppenversion für Rackmontage als MDB 23MX-21. Das erste dieser Modems, das MDG 19K-31 hatte nur eine Zulassung und eine Grundeinstellung für die ITU-T-Empfehlung V.22bis; allerdings wird auf der ersten Seite des Handbuches die Umstellung auf den PEP-Modus beschrieben. Diese Modems kosteten in Deutschland um 5000 DM.

## Bekannte Modems der Firma Telebit
| Modell       | Jahr | Anmerkungen                                                              | Deutscher Name Einführung |
| ------------ | ---- | ------------------------------------------------------------------------ | ------------------------- |
| Trailblazer  | 1985 | Originalmodell, Übertragungsgeschwindigkeit ungefähr 18.000 bit/s        |                           |
| Trailblazer+ | ?    | verbessertes Modell, über 19.000 bit/s                                   |                           |
| T1000        | 1988 | Einfaches Modell mit einer PEP-Variante von maximal 9.600 bit/s          |                           |
| T2000        | ?    | Synchrone Datenübertragung möglich                                       | MDG 19K2-31Oktober 1989   |
| T2500        | ?    | T2000 mit dem V.32-Modul (9.600 bit/s) der Firma Rockwell                | MDG 19K2-21August 1990    |
| T1500        | ?    | Kein PEP, V.32-Modul der Firma Rockwell                                  |                           |
| T1600        | ?    | V.32, Telebit-eigene Entwicklung                                         |                           |
| T3000        | ?    | V.32bis-Modem (14.400 bit/s) mit Fax-Unterstützung                       |                           |
| WorldBlazer  | 1992 | T3000 mit TurboPEP (über 26.000 bit/s) und später auch Fax-Unterstützung | MDG 32MX-21August 1992    |
| FastBlazer   | 1994 | V.34-Modem mit 28.800 bit/s                                              |                           |
| TeleBlazer   | 1995 | Einfaches Modell eines V.34-Modems                                       |                           |
| QBlazer      | ?    | V.32-Modem mit Stromversorgung durch Batterien                           |                           |
| QBlazer+     | ?    | V.32bis-Modem mit Stromversorgung durch Batterien                        |                           |
| NetBlazer    | ?    | Ethernet-Router mit Anwahl des Internets über SLIP oder PPP              |                           |